# Subocka (patak)
A Subocka egy patak Horvátországban, Szlavóniában, a Veliki Strug jobb oldali mellékvize.

## Leírása
A Subocka a Psunj-hegység északnyugati lejtőin, a Čaglić és a Rogolja lábánál, több forráspatakból (Vrbovac stb.) ered. A patakok Donji Čaglić közelében egyesülnek egyetlen patakká, mely innentől Subocka néven folyik tovább. Stara Subocka határában ömlik a Veliki Strugba. Hosszúsága 40,8 km, vízgyűjtő területe 136,4 km². 
A patak menti települések: Donji Čaglić, Donja Subocka, Livađani, Brezovac Subocki, Popovac, Bair, Novi Grabovac, Kozarice, Nova Subocka, Stara Subocka.